# Commissari del re e della regina nel Brabante Settentrionale
Il Commissario del re/della regina nel Brabante Settentrionale (in olandese: Commissaris van de Koning/Koningin in Noord-Brabant) è il capo del governo e degli Stati generali della provincia olandese del Brabante Settentrionale.
Il titolo di governatore del Brabante Settentrionale fu sostituito nel 1850 dal commissario del re.

## Elenco
| Commissario del re e della regina del Brabante Settentrionale | Commissario del re e della regina del Brabante Settentrionale | Commissario del re e della regina del Brabante Settentrionale | Mandato                           | Partito                                  |
| ------------------------------------------------------------- | ------------------------------------------------------------- | ------------------------------------------------------------- | --------------------------------- | ---------------------------------------- |
|                                                               | Jan Dirk van der Harten                                       | Jan Dirk van der Harten (1918–1998)                           | 1º dicembre 1973 – 1º giugno 1983 | Partito Popolare Cattolico (1973–1980)   |
|                                                               | Jan Dirk van der Harten                                       | Jan Dirk van der Harten (1918–1998)                           | 1º dicembre 1973 – 1º giugno 1983 | Appello Cristiano Democratico (1980–198) |
|                                                               | Dries van Agt                                                 | Dries van Agt (1931–)                                         | 1º giugno 1983 – 22 aprile 1987   | Appello Cristiano Democratico            |
|                                                               | Frank Houben                                                  | Frank Houben (1939–)                                          | 22 aprile 1987 – 1º ottobre 2003  | Appello Cristiano Democratico            |
|                                                               | Hanja Maij-Weggen                                             | Hanja Maij-Weggen (1943–)                                     | 1º ottobre 2003 – 1º ottobre 2009 | Appello Cristiano Democratico            |
|                                                               | Wim van de Donk                                               | Dr. Wim van de Donk (1962–)                                   | 1º ottobre 2009 – in carica       | Appello Cristiano Democratico            |